# Arthé Guimond
Arthé Guimond (ur. 22 maja 1931 w Rimouski, zm. 6 lutego 2013 w Saint-Albert) – kanadyjski duchowny katolicki, arcybiskup metropolita Grouard-McLennan w latach 2000-2006.

## Życiorys
Święcenia kapłańskie przyjął 23 czerwca 1957. W latach 1996–1998 był wikariuszem generalnym, zaś w latach 1998-2000 administratorem archidiecezji Grouard-McLennan.

### Episkopat
7 czerwca 2000 został mianowany przez papieża Jana Pawła II arcybiskupem metropolitą Grouard-McLennan. Sakry biskupiej udzielił mu 15 sierpnia tegoż roku abp Paolo Romeo.
30 listopada 2006 przeszedł na emeryturę.
Zmarł 6 lutego 2013.